# تاکایوکی سوزوکی (زاده ۱۹۷۳)
تاکایوکی سوزوکی (ژاپنی: 鈴木 敬之؛ زادهٔ ۴ اکتبر ۱۹۷۳) یک بازیکن فوتبال اهل ژاپن است.
از باشگاه‌هایی که در آن بازی کرده‌است می‌توان به باشگاه فوتبال توکیو اشاره کرد.